# یواس‌اس پی‌جی‌ام-۱
یواس‌اس پی‌جی‌ام-۱ (به انگلیسی: USS PGM-1) یک کشتی بود که طول آن 110 feet 10 inches و ارتفاع آن 10 feet 10 inches بود. این کشتی در سال ۱۹۴۲ ساخته شد.